# 皮裘公寓

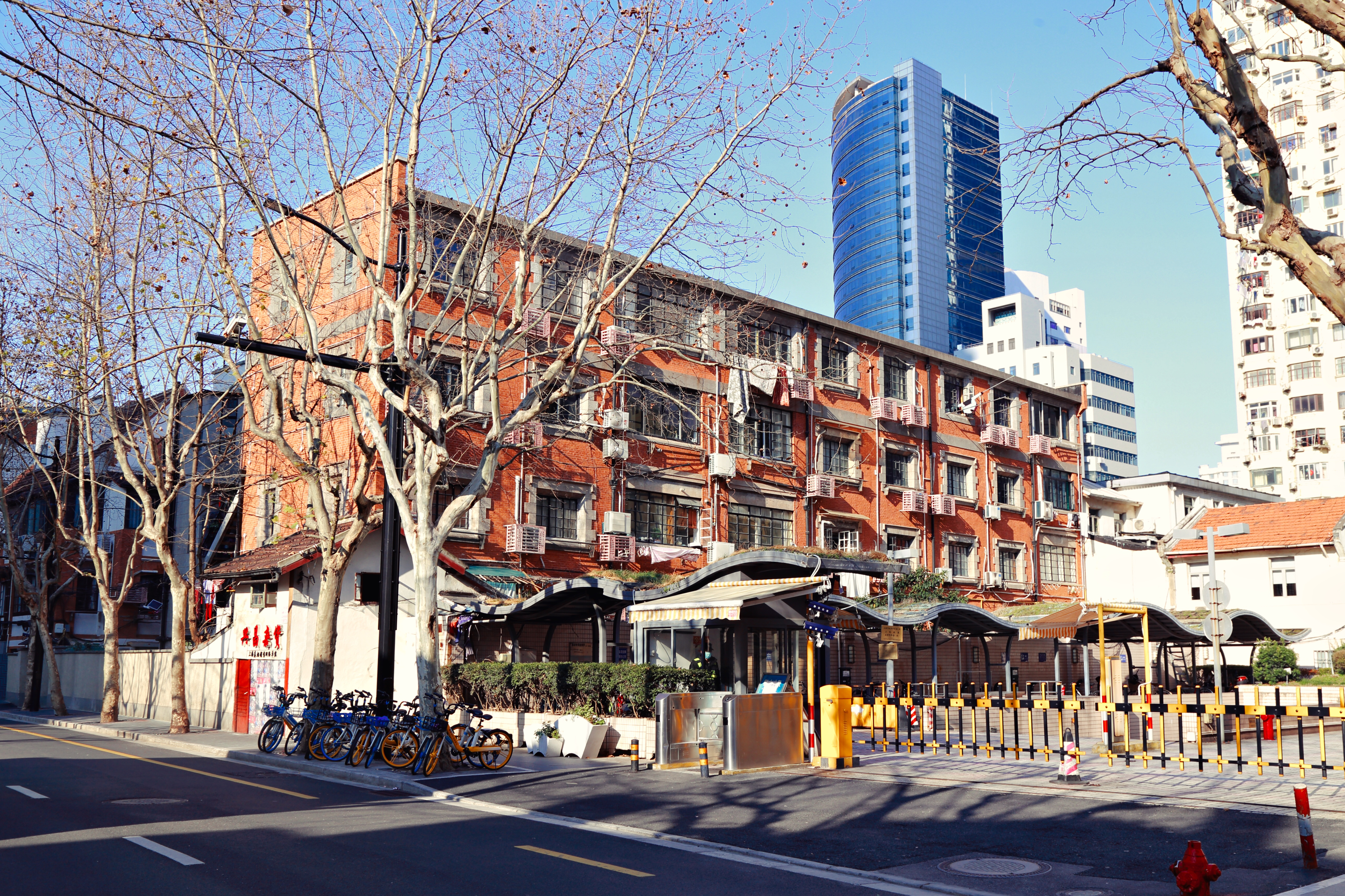
皮裘公寓·上海

皮裘公寓（Mhg Bijou）是中国上海市的一座历史建筑，位于静安区铜仁路278号
，建于1929年，高4层，砖混结构，建筑面积2718平方米
现代主义建筑风格，清水红砖墙面，造型简洁。立面阳台与窗套有齿状古典风格装饰细部，与周围的墙面形成虚实对比。
1999年9月23日，由上海市人民政府公布为第三批上海市优秀历史建筑，编号JA-J-004-III。